# Caribbean Football Union
Caribbean Football Union (eller CFU, på spansk: Unión Caribeña de Fútbol) er en sportsorganisation, som repræsenterer tredive nationale fodboldforbund i Caribien, der endvidere er medlemmer af FIFAs regionale konføderation CONCACAF. Den primære funktion er at arrangere turneringer for henholdsvis lands- og klubhold, der samtidig fungerer som kvalifikationsturneringer til CONCACAFs egne turneringer.
Organisationen blev stiftet i 1978 og det administrative hovedsæde ligger siden 2004 hos CONCACAFs præsidentens kontor i Port-of-Spain, Trinidad og Tobago (tidligere i Arouca). Den nuværende præsident for CFU siden 1986 er Jack Austin Warner (fra Trinidad og Tobago), som ligeledes er CONCACAFs præsident.
Organisationens samlede medlemsliste (pr. marts 2007) tæller de nationale fodboldforbund fra nedenstående 30 lande:
| - Amerikanske Jomfruøer (USVISF) - Anguilla (AFA) - Antigua og Barbuda (ABFA) - Aruba (AVB) - Bahamas (BFA) - Barbados (BFA) - Bermuda (BFA) - Britiske Jomfruøer (BVIFA) - Cayman-øerne (CIFA) - Cuba (AFC) - Dominica (DFA) - Dominikanske Republik (FDF) - Fransk Guiana 1 (LFG ²) - Grenada (GFA) - Guadeloupe 1 (LGF ²) | - Guyana (GFF) - Haiti (FHF) - Hollandske Antiller (NAVU) - Jamaica (JFA) - Martinique 1 (LFM ²) - Montserrat (MFF) - Puerto Rico (FPF) - Saint Kitts og Nevis (SKNFA) - Saint Lucia (SLNFU) - Saint-Martin 1 (CFIN ²) - Sint Maarten 1 (SMSA) - Saint Vincent og Grenadinerne (SVGFF) - Surinam (SVB) - Trinidad og Tobago (TTFF) - Turks- og Caicosøerne (TCIFA) |

## CFU turneringer
CFU har arrangeret Caribbean Cup (også kendt som Digicel Caribbean Cup grundet sponsoraftalen i maj 2004 med mobiltelefonselskabet Digitel) siden 1989 (dengang under navnet Cope Caribe), der samtidig fungerer som kvalifikationsturnering for CONCACAF Gold Cup. Turneringen afholdes nu hvert andet år (i de ulige årstal). De bedste fodboldklubber deltager i CFU Club Championship, som samtidig fungerer som kvalifikationsturnering til CONCACAF Champions' Cup.
| Landshold: - Caribbean Cup - CFU Youth Cup | Klubhold: - CFU Club Championship |